# Albert Hamilton Gordon
Albert Hamilton Gordon (Scituate (Massachusetts), 21 juli 1901 – Manhattan (New York), 1 mei 2009) was een Amerikaans ondernemer en econoom.

## Biografie
Gordon zat tot 1919 op de Roxbury Latijnse School, waar hij in 1940 werd benoemd tot conservator. In 1925 behaalde hij een graad aan de Harvard Business School en ging naar Wall Street, waar hij zijn hele leven werkzaam bleef. In 1930 voltooide hij zijn studie aan de Harvard Business School. Hij nam Kidder Peabody in 1931 over en verkocht deze firma uiteindelijk in 1986 aan General Electric. Tot aan zijn dood was Gordon nog verbonden met de Harvard Business School. Hier was hij ook de oudste alumnus ooit. Hij overleed uiteindelijk op bijna 108-jarige leeftijd.